# Helmut Nieberle

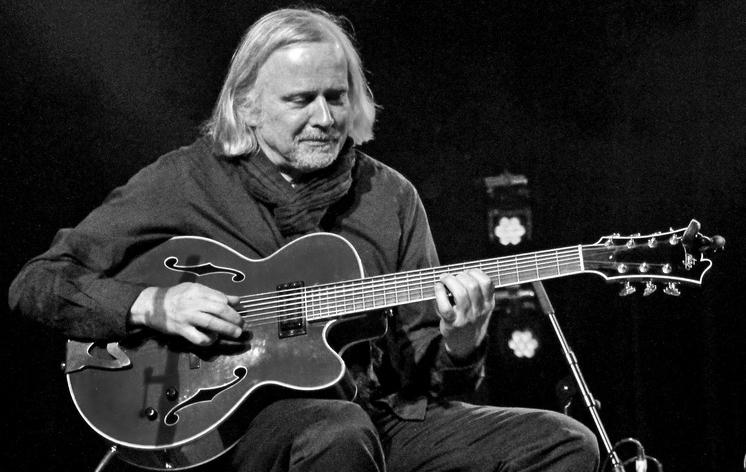
Helmut Nieberle beim Jazzfestival St. Ingbert 2016

Helmut Nieberle (* 22. Juni 1956 in Kaufbeuren; † 9. Februar 2020 in Regensburg) war ein deutscher Jazzgitarrist.

## Leben und Wirken
Nieberle wandte sich mit zwölf Jahren als Autodidakt der Gitarre zu. 1973 entdeckte er die Musik Django Reinhardts; 1978 führte der Besuch eines Konzertes von Barney Kessel dazu, dass er  im Laufe diverser Amerikareisen Workshops bei Joe Pass, Attila Zoller, Barney Kessel, Herb Ellis, Karl Ratzer, Jim Hall sowie Peter Leitch absolvierte. 1979 begann er als Sologitarrist in Richard Wiedamanns Rabo Swing Maschine. 1980 studierte er über Fernkurs an der Berklee School of Music Bigband-Arrangement. Die Musik Django Reinhardts beeinflusste seine erste eigene Band Stringbag (mit Geiger Stefan Kalmer).
1982 entstand zusammen mit dem Sänger Axel Prasuhn das Duo Voice & Strings. Im Folgejahr arbeitete er  mit Häns’che Weiss zusammen und gründete das Quintett Cordes Sauvages, mit dem er mehrere Alben veröffentlichte. 1987 begegnete er Helmut Kagerer, mit dem er ein langjähriges, von der Kritik hochgelobtes  Gitarren-Duo-Projekt bildete, das diverse Alben vorlegte. Gelegentlich spielte er auch bei Joe Kienemann. Daneben entstanden Plattenaufnahmen mit Arthur Blythe, Jim Mullen, The Kagerer Four, Otto Sander, Albert Josipovic, David Gazarov, Jeanne Gies und Milorad Romic. Auch hat Nieberle in Augsburg Theatermusik geschaffen. Große Bedeutung hatte für ihn die Mitwirkung im Ensemble 'Bolero Berlin', dem er seit dessen Gründung im Jahre 2008 bis zu seinem Tod angehörte, und das er durch sein Spiel und seine Kompositionen überwältigend bereicherte. Er spielte mit Paulo Morello, mit dem ihn eine enge Freundschaft verband.
Nieberle unterrichtete seit 1980 an der Städtischen Musikschule in Regensburg, am Freien Musikzentrum in München, an der Universität Augsburg sowie an verschiedenen Volkshochschulen und leitete diverse Workshops und Kurse.
Nieberle lebte in Regensburg, wo er nach langer, schwerer Krankheit (Multiples Myelom) starb. Er trat noch acht Tage vor seinem Tod auf.

## Preise und Auszeichnungen
Nieberle erhielt gemeinsam mit Kagerer 1991 den Kultur-Förderpreis des Freistaates Bayern. 2007 wurde das Duo mit dem Archtop Germany Award ausgezeichnet.

## Diskographische Hinweise
- Roots Stablemates (In + Out 1992, mit Arthur Blythe, Nathan Davis, Chico Freeman, Sam Rivers, Don Pullen, Santi Debriano, Idris Muhammad, Helmut Kagerer)
- TangoJazzTrio (2006, mit Norbert Gabla, Markus Schieferdecker)
- Cordes Sauvages Swing 2010 (2010, mit Stephan Holstein, Ferry Baierl, Wolfgang Kriener, Scotty Gottwald)
- Swing is Here to Stay (2019, mit Paulo Morello, Sven Faller, Scotty Gottwald)[6]
- Solo Jazzguitar (2022)[7]